# Supercoppa del Portogallo 2001 (hockey su pista)
La Supercoppa del Portogallo 2001 è stata la 19ª edizione dell'omonima competizione portoghese di hockey su pista. Il torneo ha avuto luogo dal 18 al 23 ottobre 2003. 
A conquistare il trofeo è stato il Benfica al quarto successo nella sua storia.

## Squadre partecipanti
| Club     | Qualificazione                       | Partecipazioni precedenti (il grassetto indica la vittoria) |
| -------- | ------------------------------------ | ----------------------------------------------------------- |
| Barcelos | Detentore della 1ª Divisão           | 1992, 1993, 1996, 1999                                      |
| Benfica  | Detentore della Coppa del Portogallo | 1982, 1983, 1986, 1991, 1992, 1993, 1995, 1997, 1998, 2000  |

## Risultati
| Squadra 1 | Totale | Squadra 2 | Andata | Ritorno |
| --------- | ------ | --------- | ------ | ------- |
| Barcelos  | 2 - 3  | Benfica   | 0 - 1  | 2 - 2   |

| Lisbona 18 ottobre 2001 Finale di andata | Benfica | 1 – 0 | Barcelos | Pavilhão da Luz Nº 1 |

| Barcelos 23 ottobre 2001 Finale di ritorno | Barcelos | 2 – 2 | Benfica | Pavilhão Municipal de Barcelos |